# التنافس بين شبيبة القبائل ووفاق سطيف في كرة القدم
يتناول هذا المقال التنافس القائم بين ناديي البطولة الجزائرية لكرة القدم، الأكثر نجاحًا في المسابقة الدولية، وهما نادي الشباب الرياضي للقبائل والوفاق الرياضي السطايفي.

## مقارنة الإنجازات
| النادي        | بطولة | كأس الجزائر | كأس السوبر | كأس الدوري | مسابقات مغاربية | مسابقات عربية | مسابقات أفريقية |
| ------------- | ----- | ----------- | ---------- | ---------- | --------------- | ------------- | --------------- |
| شبيبة القبائل | 14    | 5           | 1          | 0          | 0               | 0             | 7               |
| وفاق سطيف     | 8     | 8           | 2          | 0          | 3               | 2             | 4               |
| مجموع         | 22    | 13          | 3          | 0          | 3               | 2             | 11              |

بالخط العريض ، النادي صاحب أكبر عدد من الألقاب في هذه المسابقة.

## مباراة تلو الأخرى
مصدر : كتاب: أرشيف كرة القدم الجزائرية

## سلسلة لا تقهر
| النادي        | من                                      | إلى                                     | سلسلة                       |
| وفاق سطيف     | 2008-2009 وفاق سطيف 1-1 شبيبة القبائل   | 2013-2014 شبيبة القبائل 1 - 1 وفاق سطيف | 10 مباريات (4 فوز- 6 تعادل) |
| شبيبة القبائل | 1993-1994 شبيبة القبائل 1 - 0 وفاق سطيف | 1990-1991 شبيبة القبائل 3-0 وفاق سطيف   | 7 مباريات (6 فوز- 1 تعادل)  |

## كأس الجزائر
| # | النادي 1      | نتيجة             | النادي 2      | الهدافون                                             | بتاريخ         | ملعب                               |
| - | ------------- | ----------------- | ------------- | ---------------------------------------------------- | -------------- | ---------------------------------- |
| 1 | شبيبة القبائل | 1 - 0             | وفاق سطيف     | مراد آيت طاهر 85'                                    | 18 أبريل 1991  | ملعب 5 جويلية 1962 الجزائر العاصمة |
| 2 | شبيبة القبائل | 2 - 1             | وفاق سطيف     |                                                      | 11 فبراير 1994 | ملعب 5 جويلية 1962 (الجزائر )      |
| 3 | وفاق سطيف     | (1-4)ضربات الجزاء | شبيبة القبائل | -                                                    | 21 مارس 1997   | ملعب 8 ماي 1945 (سطيف )            |
| 4 | وفاق سطيف     | 2 - 1             | شبيبة القبائل | أحمد قاسمي 41' مروان دهار 46' / موحامد خوتير زيتي 8' | 10 مارس 2015   | ملعب 8 ماي 1945 (سطيف )            |

## كأس الرابطة
| # | النادي 1      | نتيجة | النادي 2  | الهدافون | بتاريخ        | ملعب                 |
| - | ------------- | ----- | --------- | -------- | ------------- | -------------------- |
| 1 | شبيبة القبائل | 3 - 4 | وفاق سطيف |          | 6 أكتوبر 1997 | ملعب 1 نوفمبر 1954 م |

## الحصيلة
| التصنيفات             | المباريات الملعوبة | فوز شبيبة القبائل | تعادل | فوز وفاق سطيف | أهداف شبيبة القبائل | أهداف وفاق سطيف |
| --------------------- | ------------------ | ----------------- | ----- | ------------- | ------------------- | --------------- |
| بطولة                 | 94                 | 39                | 28    | 27            | 116                 | 89              |
| كأس الجزائر           | 4                  | 2                 | 1     | 1             | 4                   | 3               |
| كأس الرابطة الجزائرية | 1                  | 0                 | 0     | 1             | 3                   | 4               |
| مجموع                 | 99                 | 41                | 29    | 29            | 123                 | 96              |

## روابط خارجية
- موقع وفاق سطيف الرسمي
- الموقع الرسمي لشبيبة القبائل